# Сан-Себаштиан (Лагуш)
Сан-Себаштиан (порт. São Sebastião) — город и район в Португалии, входит в округ Фару. Является составной частью муниципалитета Лагуш. По старому административному делению входил в провинцию Алгарве (регион). Входит в экономико-статистический субрегион Алгарве, который входит в Алгарве. Население составляет 11 030 человек на 2001 год. Занимает площадь 19,84 км².
Покровителем района считается Святой Себастьян (порт. São Sebastião).

## Достопримечательности
- Древнеримская дамба Фонте-Коберта (Barragem romana da Fonte Coberta)
- Церковь Святого Антония (Igreja de Santo António)
- Церковь Святого Себастьяна (Igreja de São Sebastião)
- Археологическая база Монте-Мольян (Estação arqueológica de Monte Molião)
- Часовня Иоанна Крестителя (Capela de São João Baptista)